# 陸政
陆政（？—？），吴郡吴县（今江苏省苏州市）人，出自吴郡陆氏太尉枝，北魏、西魏官员。

## 生平
陆政的祖父陆载跟随刘裕平关中，刘裕撤退时，留下陆载跟随刘裕的儿子刘义真镇守长安，陆载因此就陷落于赫连氏胡夏。魏太武帝平赫连氏，陆载就在北魏为官，出任中山郡太守。陆政性格非常孝顺，他的母亲是吴地人，喜欢吃鱼，北方鱼少，陆政找鱼经常很困难。后来陆政住宅后边突然有泉水涌出，泉水中有鱼，就得以用鱼供给母亲的膳食。当时人们以为这是孝顺感动天地所致，于是称这股泉水为孝鱼泉。陆政最初跟随尔朱天光讨伐，尔朱天光战败，陆政归附宇文泰。永熙三年（534年）宇文泰出任行台时，以陆政为行台左丞、原州长史，赐爵中都县伯。大统年间，陆政去世，朝廷赠予骠骑大将军、仪同三司、恒州刺史，谥号献。

## 家庭

### 祖父
- 陆载，北魏中山郡太守

### 父亲
- 陆乔[6][7]，北魏冠军将军、营州刺史[4]

### 夫人
- 乙弗氏，本姓成，龙骧将军、恒州刺史、彭阳公成长兴之女，封中都国太夫人[6][7]

### 子女
- 陆通，北周柱国大将军、大司马、五州诸军事、文安定公[6][7]
- 陆逵，北周开府仪同三司、三州诸军事、三州刺史[6][7]
- 陆逞，北周骠骑大将军、开府仪同三司、太子太保、中都元公[6][7]